# Gustav Adolf von Greisinger
Gustav Adolf von Greisinger (* 27. August 1793 in Brünn; † 21. September 1868 in Mödling) war ein kaiserlich-österreichischer Generalmajor, Professor und Mathematiker.

## Leben

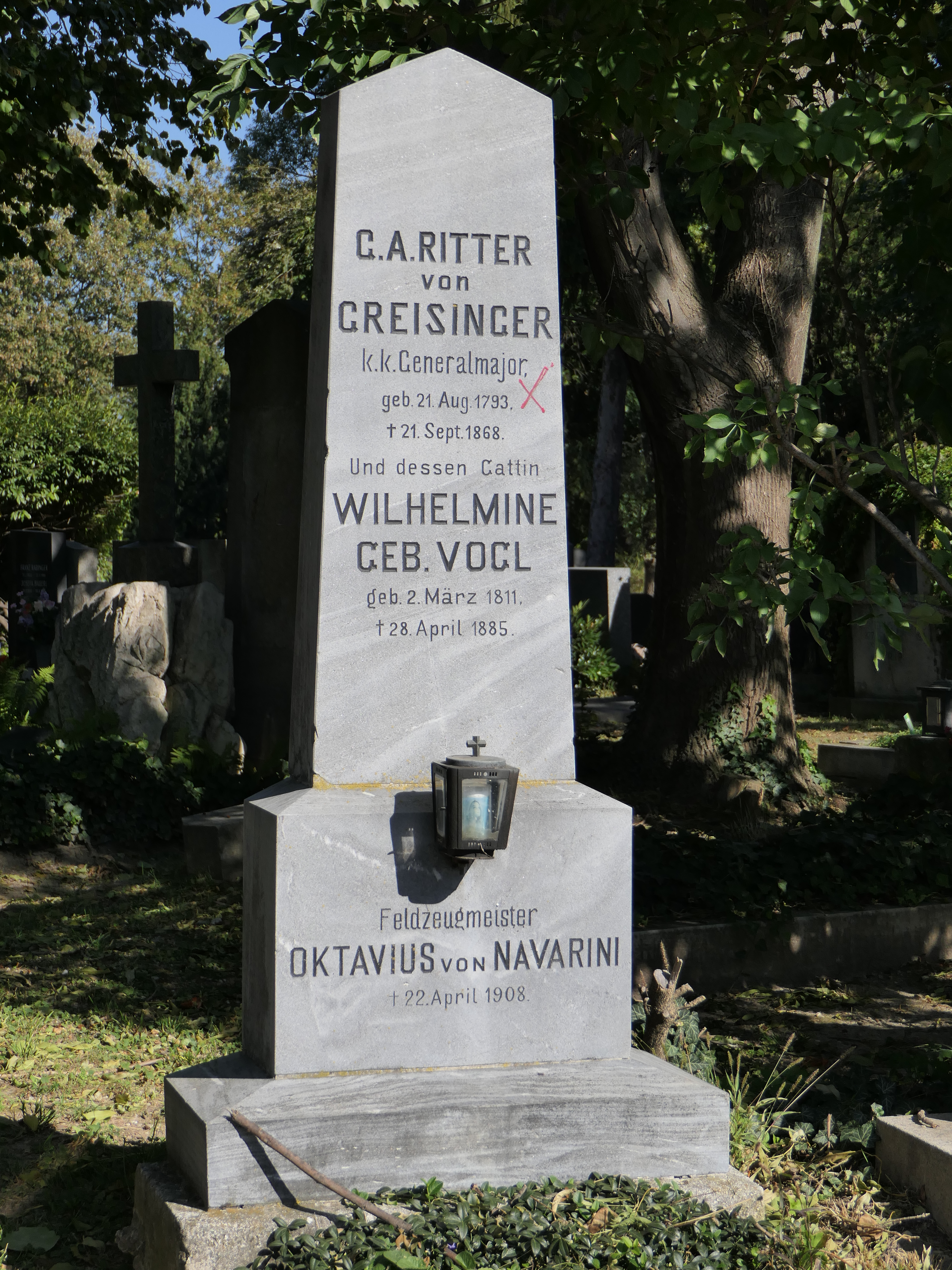
Grab von G.A. Greisinger

Am 27. August 1793 in Brünn geboren, trat Gustav Adolf Greisinger 1809 in die Ingenieur-Akademie ein. 1813 fand er Aufnahme im 3. Dragoner-Regiment (ab 1867 Dragoner-Regiment Nr. 11) und machte 1814 bis 1815 den Feldzug gegen Frankreich mit. Außerdem begleitete Greisinger 1814 Napoleon Bonaparte nach Elba. 
Seit 1815 Mitglied des Ingenieur-Korps, nahm er an dem Feldzug gegen das Königreich beider Sizilien 1821 teil und wirkte von 1827 bis 1853 als Professor der Mathematik an der Ingenieur-Akademie. In dieser Position verfasste Greisinger 1841 das viel beachtete „Lehrbuch der reinen Mathematik für den Unterricht der Zöglinge der k. k. Ingenieur-Akademie“. 1852 wurde Greisinger zum Generalmajor und Studieninspektor ernannt. 
In Anerkennung seiner Verdienste wurde er im selben Jahr in den Ritterstand erhoben. Nachdem er 1853 der General-Geniedirektion zugeteilt worden war, trat Greisinger 1856 in den Ruhestand. Er verstarb am 21. September 1868 in Mödling.
Sein Grab befindet sich im Bereich der Ehrengräber auf den Wiener Zentralfriedhof.

## Familie
Als Sohn eines Großhändlers wuchs Gustav Adolf von Greisinger in bürgerlichen Verhältnissen auf. Verheiratet war er mit Wilhelmine Barbara Theresia Vogel (1811–1885), einer Halbschwester des österreichischen Schriftstellers Nikolaus Lenau (1802–1850). 
Ihre Tochter, Maria von Greisinger (1835–1914), heiratete den österreichischen Architekten und Professor Carl Wilhelm von Doderer (1825–1900). Deren Enkel, also Greisingers Urenkel, war der bekannte österreichische Schriftsteller Heimito von Doderer.